# DJ Gizmo
DJ Gizmo, alias van Ferry Salee (Den Haag, 3 juni 1965), is een Nederlandse house-dj.

## Loopbaan
Tijdens de opkomst van de gabbermuziek draaide DJ Gizmo in Parkzicht. Hij heeft opgetreden op evenementen als Thunderdome, Defqon en Mystery Land.
Salee is sidekick bij het Fresh FM-radioprogramma Hardhouse Generation, dat verder gemaakt wordt door Norman, The Darkraver, Cor de Splinter en Dj Sixpack.
Andere aliassen van Salee zijn: Analoque Earthquake, Army Of Darkness, Cyberdyne Inc., Hardcore Society, Lord Diskco, M-Pool, Radical Motion, T.O.P.D.R.O.P., TrixxNixx, The Sidesliders en Salee. Met Mark Vos vormt hij de groep Square Dimensione.

## Discografie

### Hardstyle
| Jaar | Naam          | Bijzonderheden      |
| ---- | ------------- | ------------------- |
| 2005 | Harder Mach 9 | (2xCD, Mixed, Comp) |
| 2004 | Harder Mach 8 | (2xCD, Comp, Mixed) |
| 2004 | Harder Mach 7 | (2xCD, Mixed, Comp) |
| 2003 | Harder Mach 6 | (2xCD, Comp, Mixed) |
| 2003 | Harder Mach 5 | (2xCD, Mixed, Comp) |
| 2002 | Harder Mach 4 | (2xCD, Mixed, Comp) |
| 2002 | Harder Mach 3 | (2xCD, Mixed)       |
| 2001 | Harder Mach 2 | (CD, Comp, Mixed)   |
| 2001 | Harder Mach 1 | (2xCD, Mixed, Comp) |

### Hardcore
| Jaar | Naam                                               | Bijzonderheden        |
| ---- | -------------------------------------------------- | --------------------- |
| 2008 | The Best Of Gizmo - The Collected Works '92 - '99  |                       |
| 2006 | Bangin'                                            | Showtek vs. Gizmo     |
| 2004 | The History Of Hardcore - The Dreamteam Edition 03 |                       |
| 2004 | DJ Gizmo & Norman                                  | Gangsterz             |
| 2003 | Power 2 da people                                  | DJ Gizmo & DJ Norman  |
| 1999 | Dope professionals                                 |                       |
| 1996 | The Dopeman                                        |                       |
| 1996 | The House of pain                                  | Square Dimensione     |
| 1994 | Whoopms!!!                                         | Gizmo & The Darkraver |
| 1994 | Brand new dance                                    | Square Dimensione     |
| 1994 | To da rescue                                       |                       |
| 1993 | Drummz E.P.                                        | DJ Gizmo & Buzz Fuzz  |
| 1993 | Achtung                                            | T.O.P.D.R.O.P.        |
| 1992 | The Gizmania E.P. Ghost One                        |                       |